# Shikon no Tama
Shikon no Tama (四魂の玉, Shikon no Tama, cunoscut de asemenea ca Giuvaerul Sacru, Giuvaerul Shikon sau Giuvaerul celor 4 suflete) este o bijuterie mistică fictivă, de mărimea unei mărgele, care conferă capacități miraculoase purtătorului ei și care este obiectul central al acțiunii din seria anime și manga InuYasha.
Pe parcursul desfășurării acțiunii din această serie, se prezintă interesele unui semi-demon numit Naraku, care dorește să aibă în posesia sa Giuvaerul Shikon în scopul utilizării acestei bijuterii pentru a deveni un demon deplin, precum și să corupă Giuvaerul pentru a-l folosi în scop malefic, perpetuând astfel existența bijuteriei; fiind în posesia unei preotese (îndrăgostită de un semidemon), îi învrăjbește pe cei doi, determinându-l pe Inuyasha să fure Giuvaerul (pentru a deveni el însuși un demon) și pe Kikyo să îl sigileze de Copacul Vremurilor.
Giuvaerul Sacru este urmărit de numeroși demoni sau ființe diverse, care își doresc putere din partea acestuia; Stăpâna Miriapod are aspectul unei femei cu partea inferioară a corpului asemănătoare cu un miriapod, însă se metamorfozează complet când înghite Giuvaerul. Demonul-corb Shibugarasu de asemenea suferă transformări fizice în contact cu nestemata fermecată. Demonul lup, Koga, poate atinge viteze mult mai mari datorită fragmentelor de Giuvaer care sunt aflate în picioarele sale.
Totodată, are puteri magice asupra oamenilor; la început, Kagome poate traversa Fântâna Mâncatoare de Oase doar dacă are asupra ei Giuvaerul sau fragmente din Giuvaer ; Kohaku, fratele lui Sango, este readus la viață după ce i-a fost implantat un ciob al Giuvaerului Sacru. Similar, masca mâncătoare de carne, Nikutsuki no Men, a fost cioplită din trunchiul unui copac antic, ce avusese un ciob al Giuvaerului implantat în el; masca se atașază de victimă, și nu poate fi îndepărtată decât după ce persoana respectivă moare. Pictorul Kotatsu, care amestecă vopseaua sa cu cioburile Giuvaerului și sângele său, crea demoni ce prindeau viață.
Numele Giuvaerului provine de la explicarea termenilor japonezi, respectiv "Shi" însemnând patru, "Kon" semnificând spirit, iar "Tama" reprezintă suflet (spirit) sau piatra regală.

## Cele patru suflete

Reprezentarea grafică a celor patru spirite

Giuvaerul este constituit din 4 elemente ale spiritului uman, Aramitama (荒魂, Curaj/spirit aspru), Nigimitama (和魂, Prietenie/spirit armonios), Kushimitama (奇魂, Înțelepciune/spirit misterios, intelectual) și Sakimitama (幸魂, Iubire/spirit fericit, norocos), care pot conlucra în mod pozitiv sau negativ . De exemplu, Aramitama poate fi curaj și putere fizică, dar de asemenea și violență.
Lucrul cel mai greu de obținut sau de menținut este echilibrul; când o persoană conține aceste atribute ca și componente spirituale maximale, precum Midoriko, acestea se unesc pentru a forma un echilibru foarte puternic în interiorul sufletului, care poate fi utilizat fie pentru bine, fie pentru rău. Cele patru suflete descrise ca și componente ale Giuvaerului sunt preluate din filosofia lui Naobi/Naohi (直霊).
Termenul "naobi" este posibil să fie înrudit cu nao-hi, care înseamna "raze de soare". Acestea au o importanță sacră deoarece sunt asociate cu Zeița Soarelui și susțin viața pe Pământ. În învățătura Shinto timpurie, exista credința în existența unei zeități responsabile pentru toate nelegiuirile și viciile vieții umane, numite Magatsuhi-no-Kami, care erau contrabalansate de Naobi-no-Kami (Kami Reparator), născut imediat după acesta, "cel care îndepărtează toate păcatele, degradarea și dezastrele și reustaurează ordinea".
Două "suflete" sunt principale din cele 4, acestea fiind Aramitama și Nigimitama. Acestea fac mai ușor cunoscute aspecte ale sufletului, primul strat al înțelegerii spirituale. Acestea corespund cu forțe din natură și dispozițiile experimentate de oameni în mod individual și colectiv. Aramitama, sau spiritul dur, este asociat cu însușirile dinamice, cu acțiunea, cu lumea exterioară și cu puterea de a construi sau a distruge. Nigimitama, sau spiritul lin, este asociat cu pacea, armonia și viața interioară.
La un nivel mai subtil, o altă pereche este complementară, Sakimitama și Kushimitama. Sakimitama este asociată cu creația și viața, iar cu acestea vine un simț al binecuvântării, exprimând totodată ideea unei puteri animatoare, care însuflețește formele cu însușiri și caracteristici distinctive, dar care se conectează între ele. Kushimitama înseamnă orice este misterios în cosmos -și în spirit, corp, ființă sau persoană; reprezintă necunoscutul, transcendentul, punctul ascuns al originii, însă și puterea vindecătoare din natură.
Numele acestora este indicat de numeroși termeni cheie; Ara (aspru, sălbatic) este înrudit cu Aru, "a se revela lumii exterioare", Nigi (armonie) de la Nigiru "a consolida lumea interioară", Saki (fericire) se înrudește cu Saku "a împărți, a analiza, a diferenția", iar Kushi (misterios, magic, puternic) înseamnă "a găuri, a penetra, a centraliza".
| Atributul sufletesc | Semnificație | Exces | Carență |
| ------------------- | --- | --- | --- |
| Aramitama           | Reprezentarea agresivității, forței, distrugerii, sursă de valoare, furie, pasiune și alte emoții vulcanice, puternice. Este considerata a fi cea mai vivace latură a naturii duale a sufletului. | Dacă Aramitama atinge un prag excesiv, se produce o stare agitată, iar fără relaxare, mintea și corpul ar fi erodate de stress și oboseală, conducând la o îmbolnăvire fizică și psihică. | Slăbirea acestui spirit are ca efect instaurarea unui sentiment al rușinii. |
| Nigimitama          | Reprezintă calmul, liniștea, e sursă de încredere și alte sentimente înrudite. Cea mai complexă și rațională latură a naturii duale a spiritului. | Monitorizând operațiunile nervilor și mușchilor, calmându-i sau excitându-i, operând emoțional flexibilitatea și sentimentul afectuos, carența sau excesul acestui spirit poate produse desensibilizarea sau hipersensibilizarea organismului.                                                                   | Slăbirea acestui spirit conduce la instaurarea regretului ca urmare a desensibilizării sau hipersensibilizării organismului. |
| Kushimitama         | Când o persoană posedă această calitate din abundență, el/ea va dobândi o abilitate intuitivă și un simț spiritual puternic, împreună cu înțelepciune practică și capacitatea pentru autoreglare. Gândirea persoanei este însoțită de replici bine alese, acompaniate de un spirit bogat, precum și echilibru fizic; o astfel de persoană poate obține puteri mistice, putând comunica cu lumi superioare. | Funcționarea prea puternică a spiritului Kushimitama poate induce hipersensitivitatea sau chiar psihoza. Funcțiile hepatice sau ale splinei devin prea sensibile, ușor excitabile, iar boli precum diabetul sau hipertensiunea arterială pot apărea. Exercițiile fizice pot evita suprasaturarea de Kushimitama. | Slăbirea acestei calități conduce la pierderea voinței și capacitatea pentru gândire și acțiune coerentă. Autopercepția este redusă, existând riscul îmbolnăvirilor neurastenice sau amneziei; manifestată prin expresie facială care este lipsită de energie, prezintă apatie sau răutate spirituală, agitație . |
| Sakimitama          | Abundența acestei calități conduce la bogăție emoțională și sensibilitate acută, rezultând într-un temperament și interes artistic. Persoana care posedă această calitate va impresiona în mod favorabil pe ceilalți și este privită ca având un gust rafinat și elegant. | Când Sakimitama este prea puternică, persoana afectată tinde să fie temperamentală sau chiar isterică. El sau ea va fi condusă de pasiuni tranzitorii și va deveni pătimașă sau egoistă. | Slăbirea acestei calități conduce la o lipsă a sensibilității, instalarea fricii . |

## Istoria Giuvaerului

Giuvaerul Shikon no Tama, dupa cum este ilustrat in varianta manga a seriei Inuyasha

Giuvaerul a fost sub controlul multor oameni și demoni de-a lungul secolelor, până a ajuns să fie redescoperit de tatal lui Sango în interiorul corpului Stăpânei Miriapod. Exterminatorii de demoni i-au încredințat Giuvaerul lui Kikyo pentru a-l păzi, datorită puterilor ei purificatoare, însă acesta a condus-o la o moarte timpurie.
Naraku îi înșală pe Kikyo și Inuyasha, care se îndrăgostiseră unul de celălalt, făcându-i să creadă că s-au trădat reciproc. Scopul acestui plan este de a fura Giuvaerul și de a-l corupe cu ura și amărăciunea acestora . Inuyasha este sigilat de Copacul Vremurilor pentru 50 de ani, iar Kikyo va muri în urma rănilor suferite datorită atacului lui Naraku (preschimbat în Inuyasha); aceasta va crede că Inuyasha este responsabil de moartea ei. Un episod special din anime sugerează că această soartă este datorată unui blestem pus de Tsubaki, care s-ar implini dacă Kikyo s-ar îndrăgosti vreodată; consecința blestemului ar fi pierderea puterilor ei ca preoteasă și să aibă o moarte nenaturală și timpurie; acest lucru nu apare totuși în manga.
Giuvaerul a fost ars cu corpul lui Kikyo, dar se reîntoarce după 50 de ani prin reîncarnarea ei, datorită puterii sale și a interferenței unui demon, Stăpâna Miriapod. Kagome îl eliberează pe Inuyasha, însă Giuvaerul va fi furat de către un demon-corb. În încercarea ei de a readuce Giuvaerul, Kagome va săgeta demonul, însă va sparge accidental bijuteria, care se va împrăștia pe tot teritoriul Japoniei. Grupul lui Inuyasha încearcă să colecteze cioburile Giuvaerului și să-l oprească pe Naraku să fie în posesia acestuia. În ultimul episod al adaptării anime, Naraku are o formă completă și coruptă a Giuvaerului, iar când acesta este ucis, Kagome este absorbită în Giuvaer pentru a începe o nouă bătălie dintre bine și rău.
Inuyasha o urmează în interiorul Giuvaerului și află că acesta încearcă să o convingă pe Kagome să-și pună o dorință , pentru ca o nouă bătălie să înceapă. Totuși, Kagome realizează că Giuvaerul Sacru nu poate îndeplini cu adevărat dorința cuiva, înțelegând faptul că Kikyo dorea să fie cu Inuyasha, iar dorința lui Naraku probabil nu era una rea, asa cum ar fi dorit el de fapt. Își amintește faptul că bunicul ei menționase că Giuvaerul Sacru poate fi purificat doar dacă cineva își dorește să salveze totul. Kagome își va dori ca Giuvaerul să dispară pentru totdeauna, eliberând-o astfel pe Midoriko și permițându-i să treacă în lumea de dincolo; Naraku este arătat ca fiind mulțumit de căldura emanată de Giuvaerul Shikon pe măsură ce este distrus.

### Crearea Giuvaerului
Giuvaerul a fost creat în urma bătăliei dintre marea preoteasă Midoriko și un demon foarte puternic. Ea a fost capabilă să purifice sufletele demonilor, având ca sursă de putere echilibrul celor 4 suflete din inima ei, iar într-o eră a demonilor ce devastau pământul, cei ce posedau asemenea putere spirituală erau considerați la fel de puternici ca și o sută de samurai; putea distruge simultan 10 demoni prin puterile ei spirituale. Adversarul ei final și cel care i-a curmat viata a fost creat din mulți demoni care s-au unit cu suftelul impur al unui om ce o dorea în secret, similar modului în care Onigumo a iubit-o pe Kikyo și l-a creat pe Naraku.
După șapte zile și șapte nopți de luptă, Midoriko realizează că este incapabilă să învingă demonii, iar pe măsură ce este adusă spre fălcile demonului, ea reușește să captureze spiritul acestuia și să-l unească cu propriul ei spirit cu ajutorul ultimelor puteri, ucigându-se reciproc și creând Giuvaerul Sacru, care i-a țâșnit din piept. În interiorul Giuvaerului, sufletul ei și sufletele demonilor captivi încă perpetuează lupta, iar statutul acestei batalii este influențat de posesorul Giuvaerului.

### Falsul Shikon no Tama
Seria anime prezintă două episoade, The Sacred Jewel Maker-Partea I (Episodul 94) și The Sacred Jewel Maker-Partea II (Episodul 95) în care acțiunea planează în jurul unor imitații ale Giuvaerului Sacru. Aceste replici imită caracterul potent al acestuia, însă au proprietăți toxice.
Episodul 94 debutează cu prezentarea peșterii lui Midoriko, care este vizitată de un tânăr ce se întreabă despre frumusețea ei și despre crearea Giuvaerului, apoi pleacă. Inuyasha și grupul său se vor întâlni cu acest tânăr (numit Izumo) și îl vor salva de un demon-vierme care are putere din partea Giuvaerului Sacru; după ce va fi ucis de Inuyasha, demonul va releva bijuteria, iar Inuyasha o prinde în palmă și este surprins de faptul că s-a spart. Vor afla că este o imitație, însă Kagome este surprinsă de faptul că l-a perceput precum adevăratul Giuvaer. Izumo prezintă modul în care Giuvaerul Sacru este creat, fiind necesară prezența celor 4 spirite Aramitama, Nigemitama, Koshimitama și Sakimitama.
Orochidayu, un demon-șarpe, dorește să creeze un duplicat al Giuvaerului și întâlnește un semidemon numit Gyu-oh, care de asemenea are același plan ca și el. Grupul lui Inuyasha se va lupta cu Orochidayu și armata sa de demoni, care posedă fiecare câte un Giuvaer Sacru fals; după ce Miroku va absorbi 2 dintre demoni și va fi otrăvit, Orochidayu le explică faptul că aceste duplicate conțin miasme otrăvitoare pentru oameni. Kagome va fi răpită de Gyu-oh și va afla că Izumo și răpitorul ei sunt una și aceeași persoană.
Gyu-Oh își exprimă dorința de a folosi sufletele prietenilor lui Kagome pentru a crea Giuvaerul (Inuyasha reprezintă Curajul, Miroku reprezintă Înțelepciunea, Sango Iubirea, iar Shippo Prietenia). Orochidayu va fi ucis, iar în lupta sa cu Inuyasha, Gyu-Oh va înghiți toate Giuvaerele false pentru a-și amplifica puterile. Kagome îl amenință cu o săgeată să își încete planul, susținând că Giuvaerul creat de el nu va avea puterea de a-l preschimba din semidemon într-un om, deoarece dorințele sale egoiste va face bijuteria impură. Va avea totuși avantajul în luptă, însă spre ziua își va reveni la forma umană; deoarece duplicatele sunt toxice pentru oameni, Izumo va fi otrăvit și va muri.

### Shikon no Kakera
Shikon no Kakera( japoneză 四魂のかけら, română Fragmente de Giuvaer sau Cioburi de Giuvaer) reprezintă piesele care au rezultat din Giuvaerul spart la începutul seriei, numărul real de fragmente nefiind cunoscut. Inițial, se dovedește că cele mai multe dintre ele au fost deja colectate de Naraku; nu se știe cât de multe a avut in posesie, dar Kagome spune că a primit mai mult decât 20 de la prima lor întâlnire.
Primul fragment este imediat perceput de Kagome după spargerea Giuvaerului și este deținut de Yura, demonul părului. Al doilea a fost posesia lui Tsukumo broasca. Alte 5 fragmente au ajuns în mâinile Fraților Fulger, 2 de la Manten și 3 de la Hiten, apoi o mască devoratoare de carne, care a fost creată din lemnul unui copac în care a fost înfipt fragmentul de secole, cele 8 fragmente sunt apoi unite în timpul unei lupte cu un demon păianjen. Miroku, înainte de întâlnirea grupului, recuperează un Fragment aflat în posesia unui demon nevăstuică, dar mai târziu se dovedește că deținea deja alte 2 fragmente găsite în circumstanțe necunoscute. Cu Miroku alăturat grupului, vor reveni în posesia lor alte fragmente, unul aparținând unui pictor infernal și de gardianul pădurii Royakan, subjugat de Naraku, îmbunătățită cu fragmente de craniu, 2 în anime, și 1 în manga. Încă un fragment va fi în posesia lui Tokajin  Apariția exterminatorului de demoni Sango conduce la recuperarea unui alt fragment pe care Naraku i l-a introdus in spate. Cu toate că nu apare, este sigur că fragmentele lui Miroku sunt deja înglobate de Giuvaerul restaurat parțial de Kagome, însumând 15 de fragmente ale acestuia.
Ulterior Naraku va primi de la Kikyo toate fragmentele depistate de grupul lui Inuyasha, unindu-le cu cele deja aflate în posesia sa, formând așa-numitul Giuvaer Incomplet. Prin urmare, grupul rămâne fără fragmente, până în momentul când sunt găsite 2 , unul luat din brațul lui Koga și apoi din trupul liderului Păsărilor Paradis (păsări demonice care au fost în război cu Tribul Lupilor).
La acestea se adaugă cele două fragmente din picioarele lui Koga, unul de la gâtul lui Kohaku, care-l ține în viață și ultimul fragment se afla în mâinile Creatorului de perle negre, Hosenki; acesta, datorită capacității sale de a vorbi cu bijuterii, va aduce fragmentul la marginea lumii, doar pentru a-l evita pe cel care corupe toate fragmentele, Naraku. Ultimul fragment al Giuvaerului ajunge în mâinile grupului lui Inuyasha, după lupta aprigă cu Naraku în mormântul Marelui Câine Demon aflat la marginea lumii. Cu toate acestea, fragmentele vor fi luate de Moryomaru (în benzi desenate el însuși le ia în timp ce Inuyasha a fost în formă umană , însă în anime sunt luate de Hakudoshi), împreună cu un altul luat de la Kai, fratele lui Shinta (un copil din Yoro Tribe), primit de la Byakuya pentru a-l atrage pe Koga într-o capcană. Acestea apoi ajung în mâinile lui Naraku după ce il absoarbe pe Moryomaru împreună cu Akago.
În luptă aprigă în care Kikyo își va pierde viața pentru totdeauna, Naraku reușește să smulgă fragmentele de la picioarele lui Koga și în cele din urmă reușește să fure fragmentul din gâtul lui Kohaku, care l-a ținut în viață, pentru a completa în cele din urmă Giuvaerul, dar băiatul va supraviețui datorită luminii spiritului lui Kikyo.
În anime au fost adăugate 2 fragmente ale Giuvaerului, în episoadele 57-58 (în posesia lui Tokajin) și 87  (în posesia lui Kansuke); cu toate acestea, în episodul filler 98 Kikyo îi dăruiește lui Kagome fragmentul primit de la Kansuke în timp ce ea îmbină 3 fragmente, la final se regăsesc 2.
În primul film al seriei, Affections Touching Across Time, un fragment al Giuvaerului este găsit în corpul unui demon-scorpion.

## Forma Giuvaerului Shikon
Înainte de a fi spart, are forma unei sfere ce pare să fie făcută dintr-un material cristalin. Când este pur, Giuvaerul este de culoare roz-pal, însă dacă sufletul și dorințele deținătorului său sunt negative (răutate, tristețe, singurătate), culoarea sa se schimbă într-un puternic negru-violet . Mărimea sa este estimată între cea a unei mărgele și cea a unei mingi de ping-pong, chiar a unei prune  când este complet, însă cioburile Giuvaerului Sacru sunt neregulate ca mărime și formă.

## Abilitati magice
Giuvaerul Sacru este un amplificator magic al dorințelor și puterii, fiind căutat cu înverșunare de către oameni și demoni deopotrivă. Bijuteria posedă calități miraculoase diverse, care pot fi folosite în scop benefic sau malefic, în funcție de cel în a cărei posesie se află. 
- Îndeplinirea dorințelor - motivul principal pentru care Giuvaerul este urmărit de către oameni, semidemoni sau demoni; natura benefică sau malefică a acestui obiect mistic este redat de posesorul său: folosirea în scop bun al acestuia ar conduce la dispariția Giuvaerului și, astfel, la absolvirea gardianului acestuia de viața stoică și pericole; folosirea sa în scopuri egoiste conduce la coruperea bijuteriei și perpetuarea răului. Persoanele care au încercat să folosească Giuvaerul după funcția sa primară au fost:
  - Kikyo
    - Preschimbarea lui Inuyasha în ființă umană. (Neîndeplinită)
    - Să-l revadă pe Inuyasha[66]. (Îndeplinită)
    - Să nu mai lupte. (Magatsuhi, voința negativă a Giuvaerului, îi sigilează puterile lui Kagome)

  - Naraku
    - Să o aibă pe Kikyo[66]. (Neîndeplinită)
    - Înlocuirea spiritelor lui Magatsuhi și Midoriko în Giuvaer cu cel propriu și al lui Kagome pentru a perpetua existența Giuvaerului[64] (Aproape îndeplinită, însă oprită)

  - Kagome
    - Dispariția Giuvaerului[67]. (Îndeplinită)
- Regenerare (Stăpâna Miriapod, Shibugarasu) - în prima întâlnire cu Kagome, în Fântâna Mâncătoare de Oase, aceasta își va pierde mâinile când Kagome își va folosi puterile spirituale; când Stăpâna Miriapod va înghiți Giuvaerul, posedă abilitatea de regenerare. De asemenea, când Inuyasha își va folosi ghearele pentru a o ucide, Kaede o avertizează pe Kagome să ducă Giuvaerul cât mai departe de demon, pentru a nu se reface. Shibugarasu va fi sfâșiat de către Inuyasha dupa ce va inghiti Giuvaerul, însă prezența bijuteriei în corpul său îi va permite să se refacă.
- Traversare barieră temporală[11](Kagome, Yura) - capacitatea lui Kagome de a traversa Fântâna Mâncătoare de Oase este explicată de prezența Giuvaerului Sacru în corpul său; de asemenea, Yura poate traversa Fântâna și să trimită firele ei de păr în Japonia modernă datorită acestuia.
- Augmentarea puterii (Hiten, Manten, Capul de Păianjen, Bankotsu, Kōga, Tessaiga) - în funcție de natura căutătorului, acesta poate folosi capacitățile miraculoase ale Giuvaerului: semidemonii îl pot folosi pentru a deveni demoni deplini, iar demonii îl pot folosi pentru a-și amplifica puterile.
- Însuflețirea obiectelor (Masca Noh[12], cerneala lui Kōtatsu[12], Ninmenka[68])
- Capacități paliative/analgezice (Sango[69]) - Naraku îi va oferi lui Sango un ciob al Giuvaerului Sacru pentru a putea fi capabilă să se lupte cu Inuyasha, fără a simți durere.
- Readucerea la viață a celor morți (Stapana Miriapod, Kohaku[9], Band of Seven)
- Viteză mult mai mare (Kōga[70])
- Întărirea pielii, cu proprietăți asemeni pietrelor (Tokajin[71])
- Vindecarea rănilor (Renkotsu[72])
- Crearea "încarnărilor" (Naraku[73])
- Menținerea tinereții (Tsubaki[74])

### Limba engleză
- en  Foster Martin, Fujie Kazuhisa, The Inu-yasha Experience: Fiction, Fantasy And Facts
- en  West, Mark I., The Japanification of children's popular culture: from godzilla to miyazaki
- en  Drazen, Patrick Anime Explosion!: The What? Why? & Wow! of Japanese Animation
- en  Duda, Heather L., The monster hunter in modern popular culture
- en  Drazen, Patrick, A Gathering of Spirits: Japan's Ghost Story Tradition: from Folklore and ...
- en  Camp, Brian, Davis, Julie, Anime Classics Zettai!: One Hundred Must-see Japanese Animation Masterpieces
- en  Staemmler, Birgit, Chinkon Kishin: Mediated Spirit Possession in Japanese New Religions
- en  Robbeets. Martine Irma,  Is Japanese Related to Korean, Tungusic, Mongolic and Turkic?
- en Stephens, John, Subjectivity in Asian Children’s Literature and Film'
- en  Rankin, Aidan, Shinto: A Celebration of Life
- en Yamakage, Motohisa, 英文版神道の神秘: Japans Spiritual Heart'
- en  Frédéric, Louis, Japan enciklopedia

### Limba portugheză
- pt  Wagner J. Bu, Aikido - O Caminho Da Sabedoria - a Teoria